# おじゃまっテレ ワイド&ニュース
『おじゃまっテレ ワイド&ニュース』（おじゃまっテレ ワイド アンド ニュース）は、2010年3月29日から福井放送（FBCテレビ）で放送されている夕方ワイド番組。

## 概要
福井放送では、それまで夕方ワイド番組の『おじゃまっテレ』とローカルニュース番組の『Newsリアルタイムふくい』を放送していたが、2010年春の番組改編で両番組を統合させて同年3月29日にスタートした。
金曜日については、『イケてる福井 ワイド&ニュース』として別番組が立ち上がっていたが、2012年4月から『おじゃまっテレ ワイド&ニュース FRIDAY』（おじゃまっテレ ワイド アンド ニュース フライデー）のタイトルで、本番組の金曜版がスタートした。
番組コンセプトは、「福井の今を すばやく 楽しく」。
2013年3月から本番組のFacebookを、2017年4月からTwitterを開設し、公式サイトと併せて番組に関する情報を提供している。
2021年春の番組改編で金曜版の放送が終了し、全ての曜日で番組タイトルの統一および放送開始が15時50分となった。
2024年4月の番組改編で、16時台と17時台に分散していた県内ローカル企画をすべて16時台に集約。そのため、news everyの16時台のネットが取りやめとなった。17時台は天気予報を除き全編ネットへと変更。

## 放送時間
番組内で、NNN系列の夕方ニュース番組『news every.』を内包。
| 期間      | 期間      | 放送時間（JST）        | 放送時間（JST）        |
| 期間      | 期間      | 月曜日 - 木曜日        | 金曜日                 |
| --------- | --------- | ---------------------- | ---------------------- |
| 2010.3.29 | 2011.3.31 | 16:53 - 19:00（127分） | （別番組）             |
| 2011.4.4  | 2012.3.29 | 16:29 - 19:00（151分） | （別番組）             |
| 2012.4.2  | 2013.9.27 | 16:29 - 19:00（151分） | 17:00 - 19:00（120分） |
| 2013.9.30 | 2017.3.31 | 16:24 - 19:00（156分） | 16:55 - 19:00（125分） |
| 2017.4.3  | 2021.3.26 | 16:20 - 19:00（160分） | 16:50 - 19:00（130分） |
| 2021.3.29 | 現在      | 15:50 - 19:00（190分） | 15:50 - 19:00（190分） |

## 出演者

### 現在
|                        | 月曜                                       | 火曜日                                     | 水曜                                       | 木曜                                       | 金曜                                       |
| ---------------------- | ------------------------------------------ | ------------------------------------------ | ------------------------------------------ | ------------------------------------------ | ------------------------------------------ |
| メインキャスター       | 酒井拓海                                   | 酒井拓海                                   | 中村謙太                                   | 中村謙太                                   | 中村謙太                                   |
| メインキャスター       | 坂田茉世                                   | 坂田茉世                                   | 増谷寧々                                   | 増谷寧々                                   | 増谷寧々                                   |
| 16時台県内ニュース     | 男性ニュース・女性ニュース担当が交代で担当 | 男性ニュース・女性ニュース担当が交代で担当 | 男性ニュース・女性ニュース担当が交代で担当 | 男性ニュース・女性ニュース担当が交代で担当 | 男性ニュース・女性ニュース担当が交代で担当 |
| 男性ニュースキャスター | 坂本優太                                   | 坂本優太                                   | 川島秀成                                   | 川島秀成                                   | 川島秀成                                   |
| 女性ニュースキャスター | 松田佳恵                                   | 松田佳恵                                   | 東海佳奈子                                 | 東海佳奈子                                 | 東海佳奈子                                 |
| 駅前中継               | 工藤遥                                     | -                                          | 揚原妃織                                   | 山﨑航                                     | 山﨑航                                     |
| 天気担当               | 河波貴大                                   | 河波貴大                                   | 河波貴大                                   | 河波貴大                                   | 河波貴大                                   |

### 過去
メインキャスター（MC）
- 吉川圭一（月曜日・火曜日）（2012年4月 - 2014年3月24日）
- 鶴渕さやか（月曜日・火曜日）（番組開始 - 2011年7月）
- 西田隆人（月曜日・火曜日）（2014年3月31日 - ）
- 中山裕子（月曜日・火曜日）（2011年8月 - ）
- 佐塚崇恭（月・火）（2016年4月 - 2019年3月）
- 坂本優太（月～水）(2019年4月 - 2024年3月）18時台ニュース担当に移動

中継キャスター
- 板垣菜津美（月）（菜津美のいたがきま〜すも担当）
- 池田めぐみ（火）
- 伊藤未奈（水）
- 前田智宏（木）
- 楠紗友里（金）（2014年4月4日 - ）
- 齋藤沙弥香
- 川越智子

ニュースキャスター
- 東海佳奈子（月曜日 - 木曜日）　産休のため
- 伊藤未奈（金曜日）
- 山田恵梨子（ - 2024年3月、水曜日）FBC退社のため降板

コーナー担当
- 佐々木愛（番組開始 - 2012年3月）
- 岩本和弘

## タイムテーブル
太字は日本テレビとの同時ネット。
| 時刻     | 放送内容                           |
| -------- | ---------------------------------- |
| 15:48:30 | オープニング                       |
| 15:50    | オープニング                       |
| 15:55    | 県内ニュース                       |
| 16:00    | 企画                               |
| 16:25    | 天気予報                           |
| 16:35    | がちゃワード５                     |
| 16:45    | 『news every.第2部』               |
| 17:25    | 天気予報                           |
| 17:28    | 引き続き『news every.第２部』      |
| 17:53    | 『news every.第3部』（NNN枠）      |
| 18:15    | ローカルニュース                   |
| 18:25    | 曜日別特集コーナー                 |
| 18:33    | ニュース                           |
| 18:45    | 天気予報【河波貴大気象予報士担当】 |
| 18:50    | ニュース・スポーツ企画             |
| 18:56    | FUKUIきょうコレ（ローカル）        |
| 18:59    | エンディング                       |

| 時刻     | 放送内容                                                             |
| -------- | -------------------------------------------------------------------- |
| 15:48:30 | オープニング                                                         |
| 15:50    | 『news every.第1部』トップニュース / ナゼナニっ?                     |
| 16:09    | 4時台オープニング（CM前の予告は差し替えない）                        |
| 16:11    | ローカルニュース                                                     |
| 16:49    | 5時台予告                                                            |
| 16:50    | 『news every.第2部』ニュース/every.TIME5/カルスポっ!（スポーツのみ） |
| 17:25    | 5時台オープニング（CM前の予告は差し替えない）                        |
| 17:53    | 『news every.第3部』（NNN枠）                                        |
| 18:15    | ローカルニュース                                                     |
| 18:25    | 曜日別特集コーナー                                                   |
| 18:33    | ニュース                                                             |
| 18:40    | 天気予報                                                             |
| 18:45    | 写真でHappy Birthday                                                 |
| 18:49    | 足もと遺産（日によって変動）                                         |
| 18:52    | FUKUIきょうコレ（ローカル） 又 news every第3部 きょうコレ            |
| 18:59    | エンディング                                                         |

### 2012年4月から
おじゃまっテレ ワイド&ニュース
- 16:20 オープニング
- 16:31 駅前中継
- 16:32 県内ニュース
- 16:36 曜日別コーナー
- 16:43 料理コーナー
- 16:50 とれたてNAVI
- 16:52 お便り紹介等・トーク
- 16:50 news every.（東京・日本テレビから放送。放送時間は日によって異なるが、最大17:34頃まで）
- 17:25 天気予報
- 17:28 曜日別コーナー
- 17:36 news every. （「culture&sports」を放送するときもあればしないときもある）
- 17:45 現金獲得!チャンスタイム
- 17:53 news every.（NNN全国ニュース）
- 18:15 6時台オープニング・ヘッドライン
- 18:16 県内ニュース
- 18:30 特集コーナー
- 18:37 ニュースフラッシュ
- 18:42 天気予報
- 18:46 きょうコレ（『news every.』を同時ネット。すべて放送するときもあれば部分カットのときもある）
- 18:51 ハッピーバースディ
- 18:54 ニュース
- 18:56 エンディング

おじゃまっテレ ワイド&ニュース FRIDAY
- 16:50 オープニング
- 17:02 県内ニュース
- 17:07 Friday特集
- 17:25 料理コーナー
- 17:35 みんなの伝言板
- 17:39 とれたてNAVI
- 17:42 天気予報
- 17:45 現金獲得!チャンスタイム
- 17:50 今夜のFBC
- 17:53 news every.（NNN全国ニュース）
- 18:15 6時台オープニング（「DEPAPEPE」の『Wind on the coastline』が流れ6時台オープニングを行う）
- 18:16 県内ニュース
- 18:25 ずばりそこが知りたい
- 18:30 1週間の出来事の振り返るコーナー
- 18:35 Fridayミニキネマ
- 18:42 天気予報
- 18:46 きょうコレ（『イケてる福井 ワイド&ニュース』時代の2012年1月から5月までは、「春恋キーワードクイズ」の放送のためにネット無し）
- 18:50 FBC本社からハッピーバースディ
- 18:54 もう一つニュース
- 18:55 エンディングトーク

### 2011年10月 - 2012年3月
| 時間     | コーナー                               | 概要 |
| -------- | -------------------------------------- | --- |
| 16:29    | オープニング                           | MCの川島・中山（月曜日・火曜日）・山田（水曜日・木曜日）がオープニングトークを行う。 |
| 16:31    | JR福井駅から中継                       | FBC2011年入社の前田・西田・板垣のアナウンサー3名が日替わりでJR福井駅から中継。 |
| 16:32    | 県内ニュース                           | ニュースキャスターの東海が数項目ほどニュースを読む。 |
| 16:37    | えきなかご意見板                       | 駅前から中継 |
| 16:42    | キラリ情熱人                           | |
| 16:50    | とれたてNAVI                           | 番組開始（2007.10 - 『おじゃまっテレ』時代から）続くコーナー。商品PRコーナー |
| 16:52:30 | お便り紹介・news every予告・5時台予告  | 時間が余っているようならば、お便り紹介が行われすぐさま『news every.』を放送する。 |
| 16:53    | news every.                            | 東京・日本テレビから放送。放送時間は日によって異なるが、最大17:34頃まで。 |
| 17:25頃  | 天気予報                               | 福井県内の天気予報を前田・西田・板垣のアナウンサー3名が日替わりでJR福井駅から伝える。 |
| 17:30    | コーナー企画                           | 各曜日別企画が行われる。 |
| 17:36    | news every.                            | 「culture&sports.」またはニュースが放送される。ニュース放送後に「culture&sports.」を放送する場合もある。 ただし「culture&sports.」の放送が無い日もある。                                      |
| 17:43    | 現金獲得!チャンスタイム                | プレゼントコーナー |
| 17:53    | news every.                            | NNN全国ニュース。ニュース・ミニ特集・フラッシュニュースが放送される。 |
| 18:15    | 県内ニュースヘッドライン               | 2011年9月中頃までは簡単なオープニングトークが行われていたが、川島の休みによりヘッドラインからに変更。                                                                                         |
| 18:16    | ニュース・ミニ特集・ニュースフラッシュ | 県内ニュースのほか、ミニ特集・ニュースフラッシュも放送される。 なお、ニュースフラッシュに使われる際のBGMは、news every.任意枠・土曜版news every.の「NEWSFLASH」で使われる音楽を使用している。 |
| 18:40頃  | 天気予報                               | 福井県内の天気予報を前田・西田・板垣のアナウンサー3名が日替わりでJR福井駅から伝える。 |
| 18:43頃  | きょうコレ                             | 『news every.』を同時ネット。放送内容の全項目を放送する場合もあれば、すべて放送しない場合もある。                                                                                             |
| 18:51頃  | 本社前からHAPPY BIRTHDAY               | FBC本社前から誕生日を祝うコーナー。参加人数は数人程度である。 |
| 18:54    | ニュース                               | 時間があればニュースを伝え、その後にきょう一日のニュースを振り返る。 |
| 18:56頃  | エンディング                           | MCの川島・中山（月曜日・火曜日）・山田（水曜日・木曜日）がFBC社屋ロビーから簡単なトークを行う。                                                                                               |

### 2011年4月 - 9月
- 16:29 オープニング
- 16:31 福井駅から中継
- 16:32 最新ニュース（県内）
- 16:37 えきなかご意見板
- 16:42 キラリ情熱人
- 16:50 とれたてNAVI
- 16:53 news every.
- 17:26 天気予報
- 17:28 コーナー企画
- 17:38 news every.（「culture&sports」を放送）
- 17:43 現金獲得!チャンスタイム
- 17:50 news every.（NNN全国ニュース）
- 18:17 県内ニュース
  - 県内ニュースのほか、ミニ特集・ニュースフラッシュも放送される。
  - なお、ニュースフラッシュに使われる際のBGMは、『news every.』任意枠の「NEWSFLASH」で使われる音楽を使用している。
- 18:36 曜日別企画（『news every.』の「気になる!」を放送することもある）
- 18:42 天気予報（JR福井駅より）
- 18:45 きょうコレ（『news every.』を同時ネット）
- 18:51 本社前からHAPPY BIRTHDAY
- 18:53 ニュース
- 18:55 エンディング
まれに「天気予報」を早め、「HAPPY BIRTHDAY」をやってから「きょうコレ」を放送することもある。

### 2011年3月まで
- 16:53 オープニング
- 16:54 中継おじゃカメ（JR福井駅より）
- 17:02 ニュース
- 17:06 曜日別コーナー（月曜日：キラリ情熱人、木曜日：えきなかミニライブ）
- 17:14 曜日別コーナー（月曜日：エコピントン、火曜日 - 木曜日：愛のもう一品）
- 17:18 とれたてNAVI
- 17:30 ガンガンビュー
- 17:34 お散歩かーしい
- 17:36 天気予報
- 17:40 現金獲得!チャンスタイム
- 17:46 今夜のおすすめ番組
- 17:50 news every.（NNN全国ニュース）
- 18:16 CM
- 18:17 県内ニュース
県内ニュースのほか、ミニ特集・ニュースフラッシュも放送される。
なお、ニュースフラッシュに使われる際のBGMは、『news every.』任意枠（この時期は非ネット）の「NEWSFLASH」で使われる音楽を使用している。
- 18:36 曜日別企画（以前はこの時間帯の名残から『news every.』の「気になる!」を放送していたが、話題が関東ローカルの話題のため「きょうコレ」に変更された）
- 18:42 天気予報（JR福井駅より）
- 18:45 きょうコレ（『news every. 』を同時ネット。ただし、月曜日 - 水曜日のみで、木曜日のみ「北陸3県いいとこどり」を放送するためない）
- 18:51 本社前からHAPPY BIRTHDAY
- 18:53 ニュース
- 18:55 エンディング

## 主なコーナー

### 現在
現金獲得!チャンスタイム
- クイズに答えて正解すると現金1万円が当たる。不正解の場合は翌日にキャリーオーバーとなる。

FBCからHAPPY BIRTHDAY
- 「夕方いちばんプラス1」から続くコーナー。誕生日を迎えた視聴者を写真で紹介する。

とれたてNAVI
- 「Newsリアルタイムふくい」から続く、商品宣伝のコーナー。

キラリ情熱人（月曜日）
- 福井県内の情熱人にスポットを当て、話を聞く。

めばえ（木曜日）
- 読売テレビが幹事局を務める企画ネット形式の箱番組「めばえ」の福井県版。

しあわせキッチン（金曜日）
- 料理コーナー。番組終了後、レシピ動画をTVerならびに日本テレビの動画配信サービス（VOD）「日テレ無料!（TADA）」で配信している。

など

### 過去
おじゃまっテレホン（2013年9月まで、水曜日）
- 駅前にいた人の家族などに電話をし、その人に関する事をクイズにする。正解した場合にはピントンのマグカップが、不正解だった場合にはピントンのシャープペンシルが貰える。なお、回答者が電話に出なかった場合には不正解扱いになる。2013年4月以前には、正解の場合にはおじゃまっテレのゴールドストラップ、不正解の場合にはカラーストラップとなっていた。

愛のもう一品（火曜日 - 木曜日）
菜津美のいたがきま〜す（木曜日 - 金曜日）
ガンガンビュー
はじめてのかがやき～北陸新幹線福井・敦賀開業1年前記念ドラマ ～（出演：本田響矢・坂川陽香 他で2023年3月13日 - 24日に5時台に放送されたドラマ）
など

## 県内ニュース
18:15 - 18:36ごろにかけては、県内ニュースが放送される。構成は、『news every.』→6時台オープニング→ヘッドライン→ニュースとなっている。